# Arkham Asylum
Pour l’article homonyme, voir L'Asile d'Arkham.
Arkham Asylum (traduit en français par Les Fous d'Arkham chez Comics USA et L'Asile d'Arkham par les éditions Reporter et Panini) est un roman graphique américain mettant en scène Batman. Il a été réalisé par Grant Morrison et Dave McKean. Ce One Shot fut publié aux États-Unis par DC Comics en 1989 et en français par Comics USA/Glénat en 1990.

## Synopsis
Le Joker provoque une émeute dans l'asile d'Arkham et menace de tuer le personnel si Batman ne vient pas les rejoindre. Son but est de prouver à son ennemi qu'il est aussi fou que lui. Le Joker fait voyager Batman dans cet asile où d'autres psychopathes costumés sont là pour lui tendre de nombreux pièges. Lors de son périple, Batman découvre aussi le lourd secret du professeur Arkham qui fonda cet asile des décennies plus tôt.

## Personnages
- Batman
- Le Joker
- Amadeus Arkham
- Black Mask
- Gueule d'argile
- Killer Croc
- Le Chapelier Fou
- L'Épouvantail
- Double-Face
- Maxie Zeus

## Adaptations
- La trame de l'épisode Procès de la série animée de 1992 s'inspire en partie de cet album.
- En août 2009, sort un jeu vidéo nommé Batman: Arkham Asylum [1] dont la trame est similaire.

## Technique
L'une des particularités de cet album est la technique de couleurs directe mixte qui mélange peinture, photo et collage utilisée par Dave McKean. C'est l'un des premiers albums de bande dessinée de ce type à apparaître sur le marché. Dave McKean avait déjà travaillé par le passé sur l'univers de Batman à travers la mini-série Orchidée noire avec Neil Gaiman.

## Éditions
- 1989 : Arkham Asylum (DC Comics) : première publication en anglais.
- 1990 : Les Fous d'Arkham (Comics USA) : première publication en français.
- 1999 : L'Asile d'Arkham (Reporter) : première réédition.
- 2004 : L'Asile d'Arkham (Reporter) : réédition Reporter avec nouvelle couverture.
- 2010 : L'Asile d'Arkham (Panini Comics) : réédition en hardcover contient une postface de Karen Berger.
- 2014 : Batman Arkham Asylum (Urban Comics) : réédition